# Coppa del Mondo di biathlon 1978
La Coppa del Mondo di biathlon 1978 fu la prima edizione della manifestazione organizzata dall'Unione Internazionale del Pentathlon Moderno e Biathlon; ebbe inizio il 13 gennaio 1978 a Ruhpolding, in Germania Ovest, ed erano previste soltanto gare maschili.
Furono disputate 10 gare in 5 diverse località. Nel corso della stagione si tennero a Hochfilzen i Campionati mondiali di biathlon 1978, validi anche ai fini della Coppa del Mondo, il cui calendario non contemplò dunque interruzioni.
Il tedesco orientale Frank Ullrich si aggiudicò la coppa di cristallo, il trofeo assegnato al vincitore della classifica generale. Non vennero stilate classifiche di specialità.

## Risultati
| Data                                 | Località   | Nazione          | Spec. | Primo             | Secondo           | Terzo              |
| ------------------------------------ | ---------- | ---------------- | ----- | ----------------- | ----------------- | ------------------ |
| 13 gennaio 1978                      | Ruhpolding | Germania Ovest   | IN    | Klaus Siebert     | Eberhard Rösch    | Andreas Schweiger  |
| 14 gennaio 1978                      | Ruhpolding | Germania Ovest   | SP    | Sigleif Johansen  | Eberhard Rösch    | Frank Ullrich      |
| 22 febbraio 1978                     | Anterselva | Italia           | IN    | Frank Ullrich     | Aleksandr Ušakov  | Nikolaj Kruglov    |
| 24 febbraio 1978                     | Anterselva | Italia           | SP    | Klaus Siebert     | Eberhard Rösch    | Vladimir Barnašov  |
| Campionati mondiali di biathlon 1978 |            |                  |       |                   |                   |                    |
| 2 marzo 1978                         | Hochfilzen | Austria          | IN    | Odd Lirhus        | Frank Ullrich     | Eberhard Rösch     |
| 4 marzo 1978                         | Hochfilzen | Austria          | SP    | Frank Ullrich     | Eberhard Rösch    | Klaus Siebert      |
| 25 marzo 1978                        | Murmansk   | Unione Sovietica | IN    | Nikolaj Kruglov   | Anatolij Aljab'ev | Vladimir Artemjev  |
| 27 marzo 1978                        | Murmansk   | Unione Sovietica | SP    | Frank Ullrich     | Nikolaj Kruglov   | Sigleif Johansen   |
| 1º aprile 1978                       | Sodankylä  | Finlandia        | IN    | Klaus Siebert     | Vladimir Otschnev | Svein Engen        |
| 2 aprile 1978                        | Sodankylä  | Finlandia        | SP    | Vladimir Barnašov | Heikki Ikola      | Aleksandr Tichonov |

Legenda:

IN = individuale

SP = sprint

## Classifiche

### Generale
| Pos. | Nome              | Nazione          | Punti |
| ---- | ----------------- | ---------------- | ----- |
| 1    | Frank Ullrich     | Germania Est     | 144   |
| 2    | Klaus Siebert     | Germania Est     | 137   |
| 3    | Eberhard Rösch    | Germania Est     | 133   |
| 4    | Vladimir Barnašov | Unione Sovietica | 125   |
| 5    | Nikolaj Kruglov   | Unione Sovietica | 119   |